# Мехорада дел Кампо
Мехорада дел Кампо (шп. Mejorada del Campo) град је у Шпанији у аутономној заједници Заједница Мадрид. Према процени из 2017. у граду је живело 22 900 становника.

## Становништво
Према процени, у граду је 2017. живело 22 900 становника.
| 2017.  |
| ------ |
| 22.900 |